# Marathon van Houston 2009
De marathon van Houston 2009 (ook wel Chevron Houston) vond plaats op zondag 18 januari 2009. In totaal finishten 5345 marathonlopers de wedstrijd waarvan 1868 vrouwen.

## Uitslagen

### Mannen
| rang   | naam                 | land | tijd    |
| ------ | -------------------- | ---- | ------- |
| Goud   | Deriba Merga         | ETH  | 2:07.52 |
| Zilver | Benson Cheruiyot     | KEN  | 2:11.33 |
| Brons  | Yuriy Abramov        | RUS  | 2:12.21 |
| 4      | Augustus Kavutu      | KEN  | 2:16.10 |
| 5      | Andrew Smith         | CAN  | 2:16.14 |
| 6      | Giitah Macharia      | CAN  | 2:21.27 |
| 7      | Genna Tufa           | ETH  | 2:24.32 |
| 8      | Martin Kjall-Ohlsson | NOR  | 2:26.31 |
| 9      | Mindaugas Pukstas    | LTU  | 2:27.32 |
| 10     | Timmy Parr           | USA  | 2:28.19 |

### Vrouwen
| rang   | naam                   | land | tijd    |
| ------ | ---------------------- | ---- | ------- |
| Goud   | Teyba Erkesso          | ETH  | 2:24.18 |
| Zilver | Nuța Olaru             | ROU  | 2:27.25 |
| Brons  | Lioudmila Kortchaguina | CAN  | 2:30.43 |
| 4      | Yulia Gromova          | RUS  | 2:31.28 |
| 5      | Amane Gobena           | ETH  | 2:32.06 |
| 6      | Mary Akor              | USA  | 2:37.54 |
| 7      | Everlyne Lagat         | KEN  | 2:42.14 |
| 8      | Vanessa Hunter         | USA  | 2:42.26 |
| 9      | Heidrun Diakoumopoulos | GRE  | 2:59.00 |
| 10     | Samantha Kirby         | USA  | 3:01.09 |

1972 ·
1973 ·
1974  ·
1975 ·
1976 ·
1977 ·
1978 ·
1979 ·
1980 ·
1981 ·
1982 ·
1983 ·
1984 ·
1985 ·
1986 ·
1987 ·
1988 ·
1989 ·
1990 ·
1991 ·
1992 ·
1993 ·
1994 ·
1995 ·
1996 ·
1997 ·
1998 ·
1999 ·
2000 ·
2001 ·
2002 ·
2003 ·
2004 ·
2005 ·
2006 ·
2007 ·
2008 ·
2009 ·
2010 ·
2011 ·
2012 ·
2013 ·
2014 ·
2015 ·
2016 ·
2017